# بينيخاما
بلدية بني جماعة أو (نقحرة: بينيخاما) (بالإسبانية: Benejama) هي بلدية تقع في مقاطعة لقنت التابعة لمنطقة بلنسية شرق إسبانيا.

## الديموغرافيا
بلغ عدد سكان بلدية بني جماعة 1.817 نسمة عام 2011 (وفقاً للمعهد الوطني الإسباني للإحصاء).
| 1.799 | 1.796 | 1.816 | 1.886 | 1.828 | 1.811 | 1.817 |